# Vijainagar (Ganganagar)
Vijainagar è una suddivisione dell'India, classificata come municipality, di 17.867 abitanti, situata nel distretto di Ganganagar, nello stato federato del Rajasthan. In base al numero di abitanti la città rientra nella classe IV (da 10.000 a 19.999 persone).

## Geografia fisica
La città è situata a 29° 14' 37 N e 73° 30' 33 E.

## Società

### Evoluzione demografica
Al censimento del 2001 la popolazione di Vijainagar assommava a 17.867 persone, delle quali 9.571 maschi e 8.296 femmine. I bambini di età inferiore o uguale ai sei anni assommavano a 2.822, dei quali 1.566 maschi e 1.256 femmine. Infine, coloro che erano in grado di saper almeno leggere e scrivere erano 11.073, dei quali 6.611 maschi e 4.462 femmine.